# Feridun Cemal Erkin

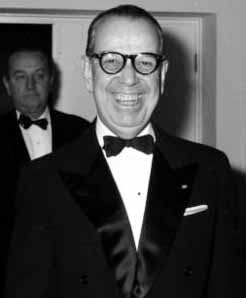
Der türkische Außenminister Erkin bei einem Empfang des deutschen Außenministers Gerhard Schröder in Bonn

Feridun Cemal Erkin (* 1899 in Istanbul; † 21. Juni 1980) war ein türkischer Diplomat und Politiker. Er war von 1962 bis 1965 Außenminister der Türkei.

## Leben
Feridun Cemal Erkin wurde 1899 als Sohn des hohen osmanischen Beamten Mehet Cemal Bey in Istanbul geboren. Die Schule musste er 1916 bis 1918 für den Militärdienst und die Teilnahme am Ersten Weltkrieg unterbrechen. Er besuchte bis 1920 das Galatasaray-Gymnasium in Istanbul und studierte anschließend bis 1925 Rechtswissenschaften an der Sorbonne in Paris und wurde Beamter im türkischen Außenministerium. Von 1925 bis 1927 bekleidete er ein Amt in der türkischen Kommission für Reparationen. Von 1927/28 amtierte er als erster Sekretär an der Botschaft in Prag, von 1928/29 in London. Bis 1933 war er Leiter der politischen Abteilung im türkischen Außenministerium in Ankara, 1934/35 arbeitete er als Legationsrat in Berlin, anschließend bis 1937 als Generalkonsul in Beirut. 1937/38 leitete er die Handelsabteilung des Außenamtes in Ankara. 1939 war er kurz Generalkonsul in Berlin und führte dann bis 1942 die politische Abteilung des Außenministeriums. Bis 1945 war er stellvertretender Staatssekretär im Außenministerium. 1945 war er kurz Botschafter der Türkei bei den neugegründeten Vereinten Nationen und arbeitete in den folgenden Jahren als Botschafter in Italien, den Vereinigten Staaten, Spanien und Frankreich. Im Jahr 1960 wurde er Berater des Außenministers und im gleichen Jahr zum Botschafter in London bestellt.
Am 1. April 1962 berief Ministerpräsident Ismet Inönü Erkin zum Außenminister. Bis 1965 war er im Amt und zog dann als CHP-Abgeordneter für Ordu in die türkische Nationalversammlung ein. 1970 wurde er vom Staatspräsidenten als Senator ausgewählt.